# Pięciornik wyprostowany
Pięciornik wyprostowany (Potentilla recta) – gatunek rośliny należący do rodziny różowatych. Występuje naturalnie w północno-zachodniej Afryce, w południowej i środkowej Europie oraz zachodniej i środkowej Azji. Jako introdukowany obecny jest w północnej Europie, Ameryce Północnej, w Argentynie, Australii, Nowej Zelandii i Japonii. W Polsce jest gatunkiem rodzimym na południu – przez Polskę przebiega północna granica jego zasięgu (mniej więcej na linii Lublin – Poznań). Poza nią na północy gatunek spotykany jest jako introdukowany.

## Morfologia

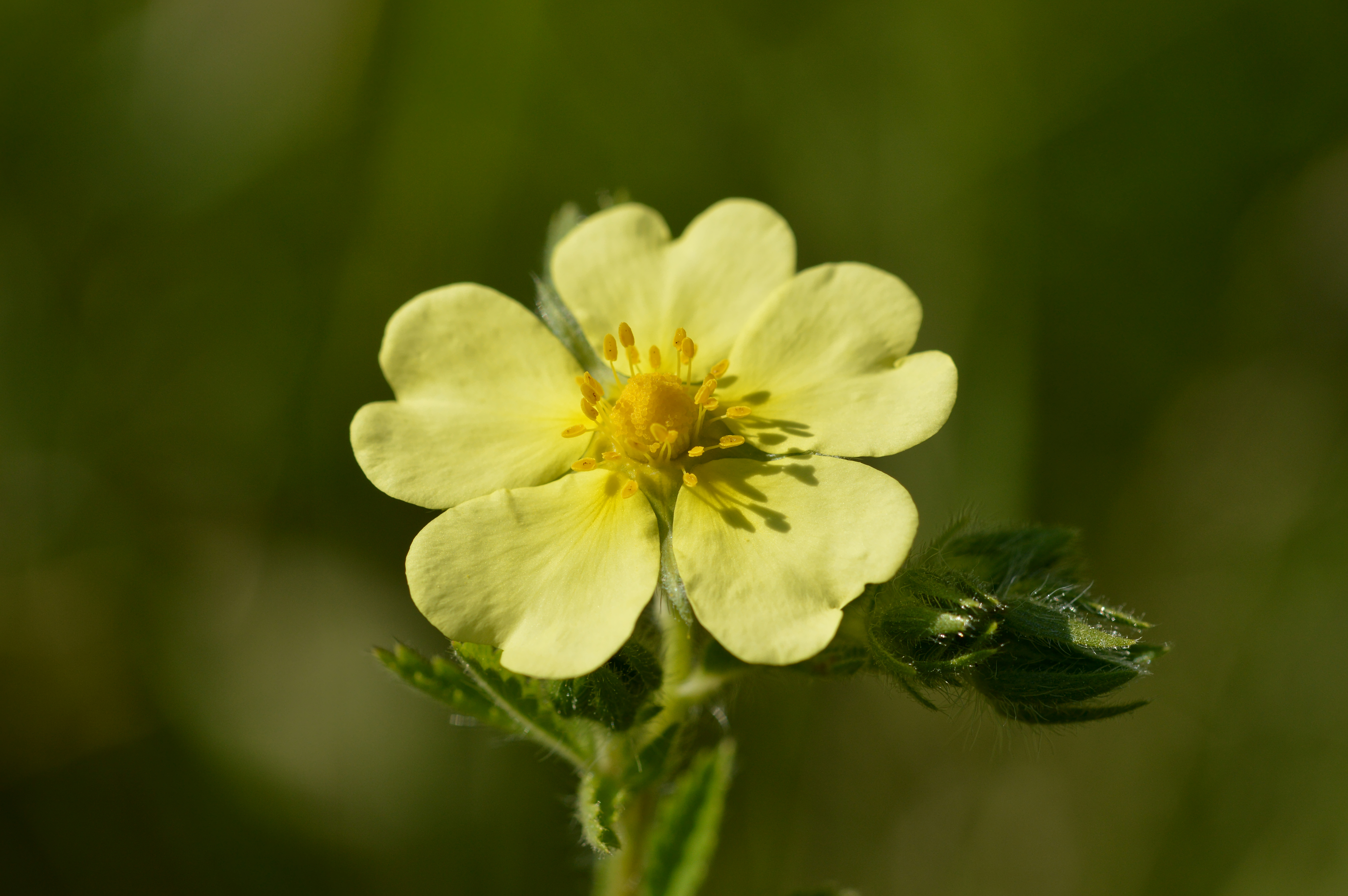
Kwiat

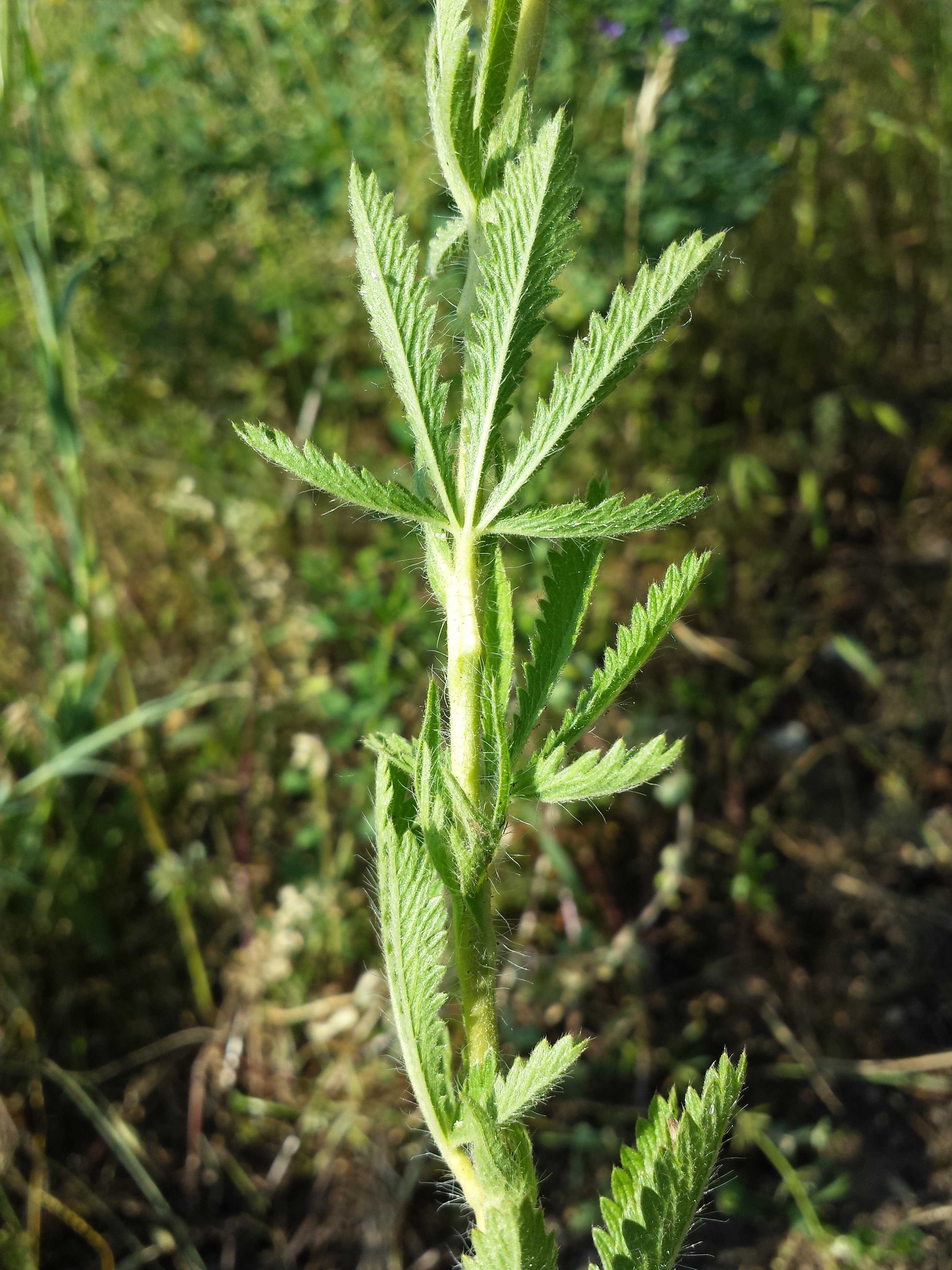
Liście

ŁodygaWzniesiona wysokości 30–70 cm, w górnej części widlasto rozgałęziająca się. Pokryta jest gęstymi i krótkimi szczecinkami oraz dwoma rodzajami włosków: prostymi, wyrastającymi na brodawkach i licznymi skręconymi.
LiścieDuże, dłoniasto złożone z 5–7 listków (górne mają tylko 3 listki). Listki są podługowate, ząbkowane, obustronnie zielone i obficie owłosione (ale bez kutneru). Na spodniej stronie mają wyraźnie widoczną nerwację. Przylistki górnych liści są jajowate lub jajowatolancetowate, czasami tylko dłoniasto wcinane. W czasie kwitnienia rośliny brak płonnych różyczek liściowych.
KwiatyNa zakończeniu kłącza wyrasta kwitnący pęd z żółtymi kwiatami o średnicy powyżej 1,5 cm. Zebrane są w luźny kwiatostan nie oddzielony wyraźnie od dolnej części łodygi. Kwiaty zbudowane z 10 owłosionych szydlastych działek kielicha, 5 sercowato wyciętych na szczycie płatków i licznych słupków i pręcików. Szyjki słupków osadzone są niemal na szczycie zalążni i są najgrubsze przy samej nasadzie i stopniowo zwężają się stopniowo ku górze.
OwoceCałkiem nagie niełupki.

## Biologia i ekologia
Bylina, hemikryptofit. Kwitnie od lipca do sierpnia. Rośnie na trawiastych zboczach, w zaroślach, na skałach i w siedliskach ruderalnych. W górach występuje tylko w niższych położeniach. Liczba chromosomów 2n= (28, 35), 42.

## Zmienność
- Występuje w kilku odmianach
- Tworzy mieszańce z p. pagórkowym (P. collina), p. piaskowym (P. arenaria), p. siwym (P. inclinata), p. srebrnym (P. argentea)[5].

## Zagrożenia i ochrona
Gatunek umieszczony na polskiej czerwonej liście w kategorii NT (bliski zagrożenia).